# Умковичи
У́мковичи, ранее также У́нгавитса (эст. Unkavitsa) и У́нкавитса (эст. Unkavitsa) — деревня в Печорском районе Псковской области России. Входит в состав городского поселения Печоры.

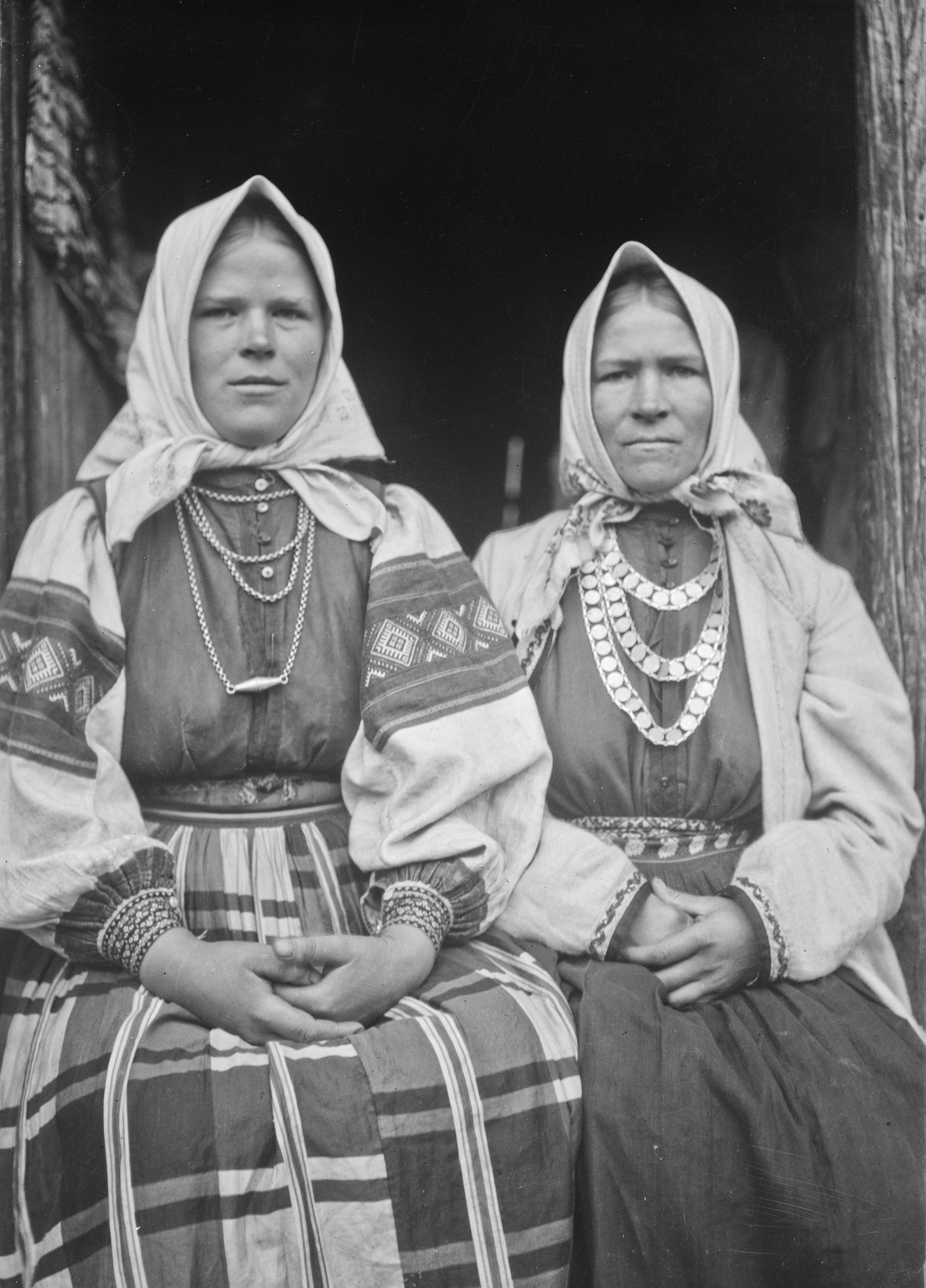
Сетуские женщины, жительницы деревни Умковичи, 1912 год

Относится к нулку Ирбоска исторической области Сетумаа.

## География
Деревня находится в западной части Псковской области, в зоне хвойно-широколиственных лесов, к югу от автодороги 58К-333, на расстоянии примерно 8 километров (по прямой) к юго-востоку от города Печоры, административного центра района. Абсолютная высота — 108 метров над уровнем моря.

### Климат
Климат характеризуется как умеренно континентальный, влажный. Средняя многолетняя температура самого холодного месяца (января) составляет −7,5 °С (абсолютный минимум — −41 °C), средняя температура самого тёплого (июля) — 18,7°С (абсолютный максимум — 36 °С). Безморозный период длится от 109 до 194 дней. Среднегодовое количество осадков — 611 мм, из которых 424 мм выпадает в тёплый период.

### Часовой пояс
Деревня Умковичи, как и вся Псковская область, находится в часовой зоне МСК (московское время). Смещение применяемого времени относительно UTC составляет +3:00.

## Население
| 2001 | 2002 | 2010 |
| ---- | ---- | ---- |
| 8    | →8   | ↘6   |

Согласно результатам переписи 2002 года, в национальной структуре населения русские составляли 75 %.